# نورثولت
longitudeنورثولتlatitudeنورثولت
نورثولت (به انگلیسی: Northolt) یک شهرک در لندن است که در منطقه ایلینگ لندن واقع شده‌است.
ایستگاه متروی نورثولت در این ناحیه قرار دارد.